# Giry
 Giry  es una población y comuna francesa, situada en la región de Borgoña, departamento de Nièvre, en el distrito de Cosne-Cours-sur-Loire y cantón de Prémery.

## Demografía
| 379 | 327 | 279 | 225 | 197 | 196 |
| Para los censos de 1962 a 1999 la población legal corresponde a la población sin duplicidades (Fuente: INSEE [Consultar]) |     |     |     |     |     |

## Lugares de interés
- El Castillo de Giry, antigua fortaleza del siglo XIV, inscrito como monumento histórico de Francia.